# Byfield (Northamptonshire)
Byfield est une paroisse civile et un village du Northamptonshire, en Angleterre.